# فارست هیلز
فارست هیلز (به انگلیسی:Forest Hills) یکی از محله‌های منطقهٔ کویینز شهر نیویورک است.

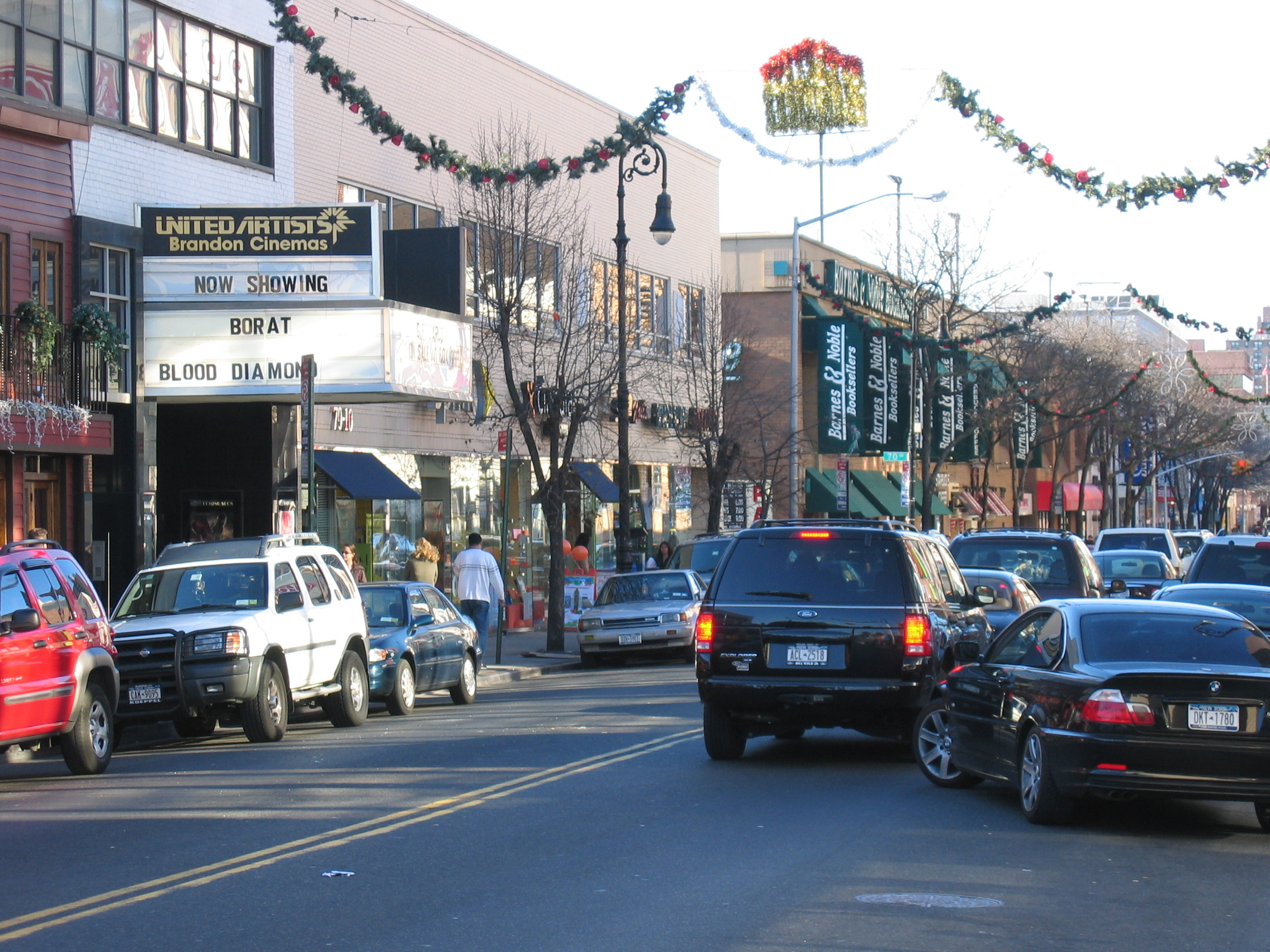
خیابان آستین مرکز خرید این محله است